# الحما (صعدة)
الحما هي إحدى قرى الجمهورية اليمنية. وهي تتبع جغرافيًا لمحافظة صعدة. وإداريًا لمديرية مجز. يبلغ تعداد سكانها 1486 نسمة حسب الإحصاء الذي جرى عام 2004.